# 伊日·納切拉德斯基

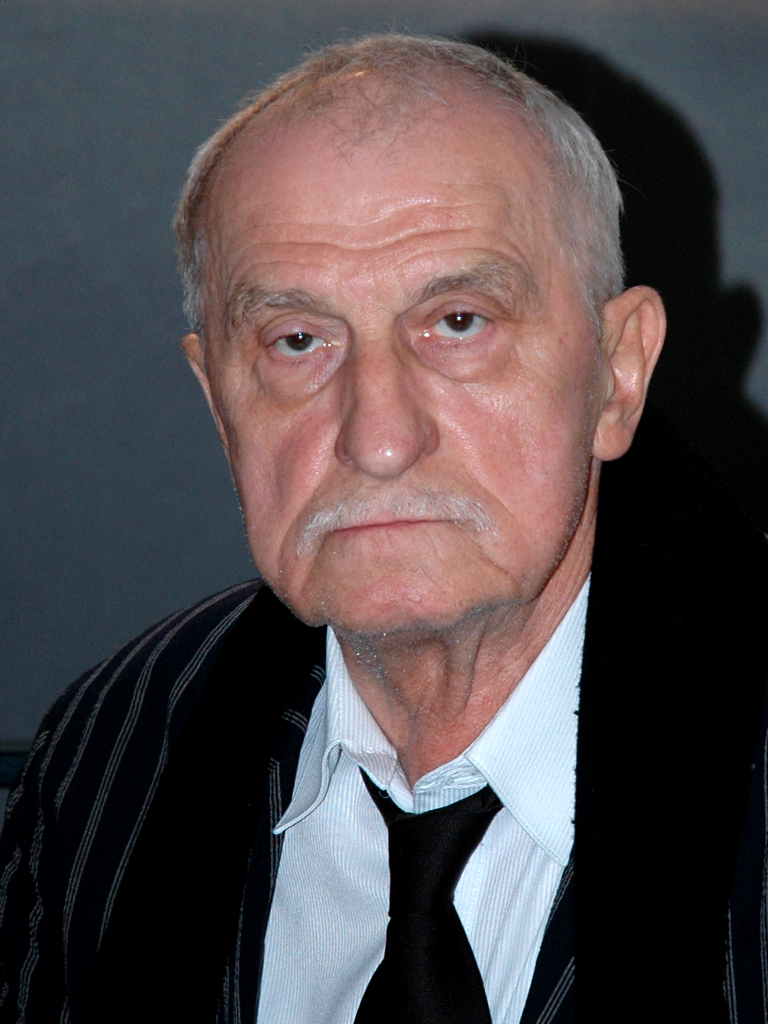
2013年的伊日·納切拉德斯基

伊日·納切拉德斯基（Jiří Načeradský，1939年9月9日—2014年4月16日），是一名捷克画家、画家、教育家。他以人物画像为著名，并有时候包括色情内容。
2014年4月16日，他于捷克布拉格，享年74岁。